# Independence Day Award
L'Independence Day Award (bengali : স্বাধীনতা পদক), également appelé Independence Award (bengali : স্বাধীনতা পুরস্কার), Swadhinata Padak, ou Swadhinata Puroskar, est la plus haute distinction décernée par le gouvernement du Bangladesh. Créé en 1977, ce prix est décerné à des citoyens ou à des organismes bangladais en reconnaissance d'une contribution importante à l'un des nombreux domaines, notamment la guerre de libération, le mouvement linguistique, l'éducation, la littérature, le journalisme, le service public, la science et la technologie, la science médicale, les sciences sociales, la chanson, les jeux et les sports, les arts plastiques, le développement rural, et autres secteurs.
Chaque lauréat reçoit une médaille d'or, un certificat d'honneur et une somme en espèces. Le montant de la récompense en espèces était à l'origine de 20 000 takas, mais a ensuite été porté à 100 000 takas en 2004. Un comité du Cabinet sur les prix nationaux prépare la liste des candidats de chaque année et la transmet au chef du gouvernement pour approbation finale. Le prix est traditionnellement remis à la veille du Jour de l'Indépendance au Bangladesh lors d'une cérémonie très médiatisée à laquelle assistent plusieurs membres du cabinet et du parlement et d'éminents invités de la société.

## Récipiendaires
Les premières distinctions ont été décernées en 1977 et pendant des années les raisons de l'attribution ne touchaient que des domaines civils comme les arts, la littérature ou le sport. Les nommés pouvaient recevoir le prix de leur vivant, comme Kazi Nazrul Islam, le « poète national du Bangladesh », en 1977, et Abul Mansur Ahmed qui l'a re#u en 1979, ou à titre posthume comme ce fut la cas pour le peintre Zainul Abedin, décédé en 1976 et qui reçut la distinction l'année suivante.
Il a fallu attendre 1998 pour que des actions militaires soient récompensées. Sheikh Fazilatunnesa Mujib, épouse assassinée du premier président du Bangladesh, Sheikh Mujibur Rahman, et les quatre victimes du Jail Killing Day, Syed Nazrul Islam, Tajuddin Ahmad, A. H. M. Kamruzzaman et Muhammad Mansur Ali furent primées cette année-là pour leurs actions lors de la guerre de libération du Bangladesh en 1971,.
Abdur Rab Serniabat et Sheikh Fazlul Haque Mani, respectivement beau-frère et neveu de Sheikk Mujib, le père de la nation sont également parmi les récipiendaires de 1998 tout comme le fils aîné de l'ex-président, Sheikh Kamal, mais ce dernier reçoit la décoration pour ses contributions dans le domaine sportif uniquement,.
Sheikh Mujibur Rahman devra attendre jusqu'en 2003 pour être décoré, la même année que Ziaur Rahman, le septième président du Bangladesh.
En 2006, le prix a suscité une certaine controverse, la liste initiale n'ayant pas été acceptée par le Premier ministre, certains ministres du gouvernement s'étant dits préoccupés par la nomination de trois autres ministres. De plus, le prix décerné au Bataillon d'action rapide a été critiqué par de nombreuses personnes à cause de l'implication présumée de la RAB dans des exécutions extrajudiciaires.